# Cumulat

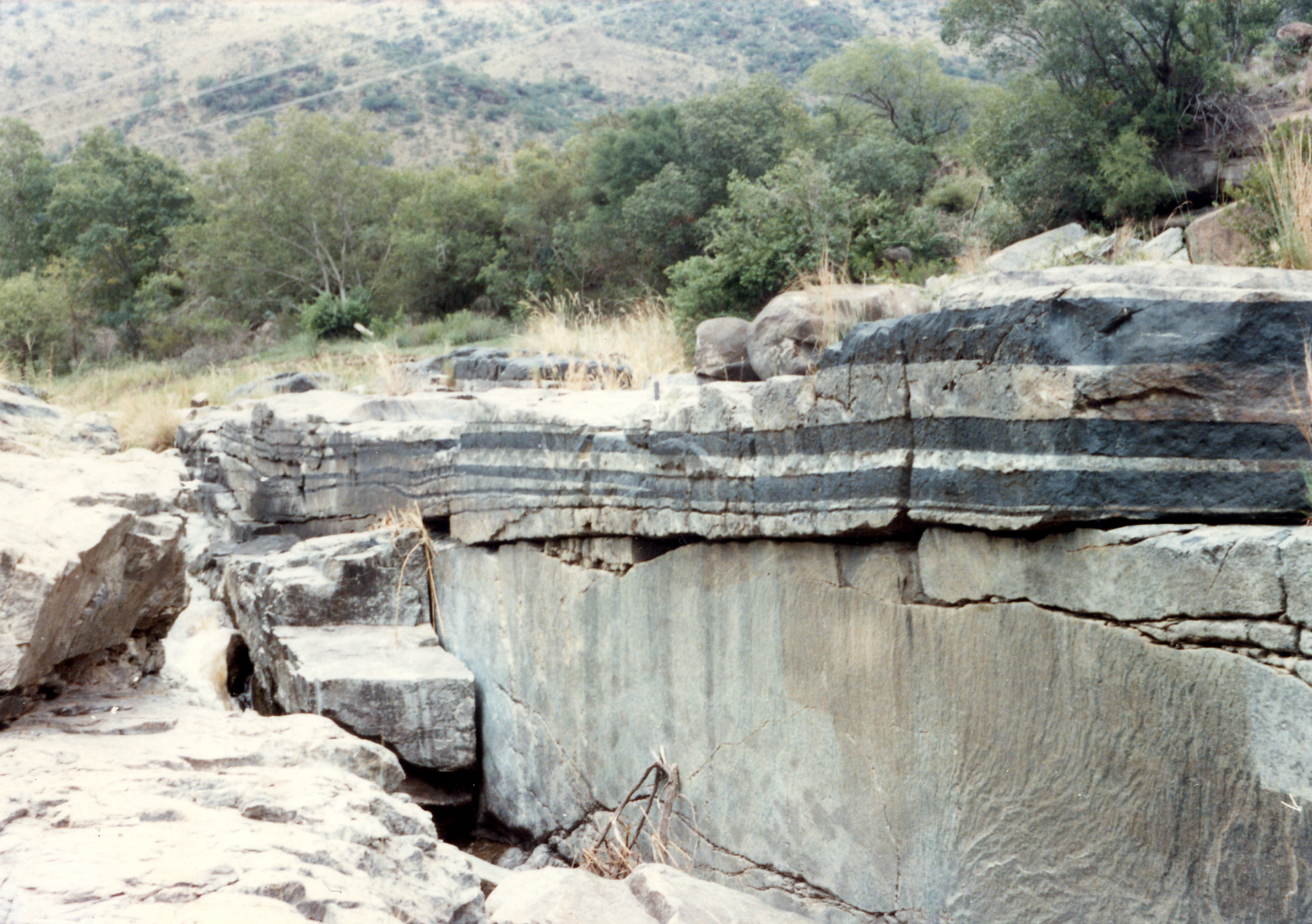
Cumulats de chromitite (noire) et d'anorthosite (grise) dans l'intrusion stratifiée du Bushveld.

Un cumulat (nom générique) désigne, indépendamment de leur composition chimique, toutes les roches formées par la chute de cristaux au fond d'une chambre magmatique.

## Processus de formation
Une chambre magmatique est sujette à des courants de convection. Des cristaux en formation sont entraînés par ces courants. Lorsque la taille des cristaux devient trop importante (notamment avec des métaux comme le chrome et le nickel), leur vitesse de chute dépasse celle du courant ascendant. Ils s'accumulent au fond de la chambre magmatique et forment une roche plutonique stratifiée.
Ce processus permet d'expliquer une partie de la différenciation des roches magmatiques entre les séries ultramafiques à leucocrates.